# Przygody T-Rexa
Przygody T-Rexa / Przygody T-Rexów (jap. T-レックス T-rekkusu; ang. The Adventures of T-Rex) – amerykańsko-japoński serial animowany z 1992 roku. W Polsce był emitowany w latach 1996-1998 na kanałach TV Słupsk i Polsat 2.

## Obsada głosowa
- Ian James Corlett – 
  - Bugsy,
  - Waldo Winch
- Scott McNeil – 
  - Bubba,
  - Adder
- Robert O. Smith – 
  - Bernie,
  - Cuddles,
  - Dr. Death
- Michael Beattie – 
  - Buck,
  - Delaney
- Garry Chalk – 
  - Bruno,
  - Madder
  - burmistrz Maynot
- Kathleen Barr – 
  - Flo,
  - Myrna,
  - Black Widow
- Venus Terzo – 
  - Ginger,
  - Maim
- Michael Donovan – 
  - prof. Edison,
  - Shooter,
  - Big Dinosaur
- Dale Wilson – 
  - Big Boss Graves,
  - Bissell
- Phil Hayes – 
  - Little Boss,
  - Axe
- Jennifer Copping
- Brian Dobson
- Janyse Jaud
- Alessandro Juliani
- Annabel Kershaw
- Michael Dobson

## Lista odcinków
1. Hijack
2. Hot Shot
3. Rep Side Story
4. Star!
5. Mesmerized Mayor
6. The Big Freeze
7. Vinny and the Brothers
8. Big Time at the Big House
9. Rep City Games
10. Robo Flop
11. Screwloose
12. Radio-Dazed
13. Where’s Ed?
14. The Comeback Kid
15. The Fabulous Brother Boys
16. Play It Again
17. Big Boss Blues
18. Witness Protection
19. Biggest Chill
20. Dance Fever
21. The Contender
22. The Mayor's Egg
23. The Flying Boat
24. Rep City Guru
25. The Kimono Caper
26. Doctor in the House
27. Crusin’ for a Bruisin’
28. Country Cousins
29. The Rexmobile
30. Really Big Foot
31. It’s All in the Cards
32. Flo and Ed
33. Fight at the Opera
34. The Rex Stuff
35. Rep City Blues
36. Radio Rip-off
37. Ginger Snaps
38. They Flap by Night
39. The Dough Stops Here
40. Bungee Bandits
41. The Best Offense
42. My Fair Chain Gang
43. The Grand Science Fair
44. Crime Takes a Holiday
45. The Rep City Rockets
46. It’s a Gas
47. The Big Bite
48. Bag of Bones
49. Up the River
50. Weekend in the Country
51. Little Big Boss
52. Super T-Rex